# Judith Hoag
Pour les articles homonymes, voir Hoag.
Judith Hoag est une actrice américaine née le 29 juin 1963,.

## Biographie
Elle est née à Newburyport Massachusetts. Elle a étudié au Walnut Hill School of Performing Arts à Natick.
En 1988, elle se marie avec l'acteur Vince Grant.

## Filmographie

### Cinéma
- 1990 : Cadillac Man : Molly
- 1990 : Les Tortues Ninja (Teenage Mutant Ninja Turtles) : April O'Neil
- 1998 : Armageddon : Denise
- 1998 : Les Sorcières d'Halloween : Gwen Cromwell
- 2001 : Les Sorcières d'Halloween 2 : Gwen Cromwell
- 2004 : Les Sorcières d'Halloween 3 : Gwen Cromwell
- 2006 : Les Sorcières d'Halloween 4 : Gwen Cromwell
- 2010 : Freddy : Les Griffes de la nuit : l'infirmière
- 2011 : Numéro Quatre : la mère de Sarah
- 2013 : Hitchcock : Lilian
- 2013 : Bad Words de Jason Bateman

### Télévision
- 1990 : La Belle Vie (en) (Fine Things) : Molly Jones
- 1992 : Melrose Place : Sarah Goldstein (Saison 1 : épisode 14 & 16)
- 1992 : Code Quantum : Julie Miller (Retour de guerre, Saison 5 : épisode 4 )
- 1992 : Arabesque : Gretchen Price (Saison 8, épisode 18)
- 1993 : Dream On : Pamela (Saison 4 : épisode 17)
- 1993 : Brisco County : Iphigenie Poole (Saison1 : épisode 6)
- 1993 : Walker, Texas Ranger : Lainie Flanders (Saison 1 : épisode 10)
- 1994 : Arabesque : Nancy Godfrey (Saison 11 : épisode 3)
- 1994 : Une nounou d'enfer : Katherine Marie O'Mally Porter (Saison 2 : épisode 4)
- 1996 : Burning Zone : Menace imminente (The Burning Zone) : Dr Meredith Schrager (Saison 1 : épisode 14 & 15)
- 1997 : Nash Bridges : Dr Gabrielle (Saison 3 : épisode 4)
- 1997 : Le Caméléon : Angela Wiley (Saison 2 : épisode 17)
- 2000 : X-Files : Dr Mindy Rinehart (saison 7 : épisode 3, Appétit monstre)
- 2007 : Ghost Whisperer : Angela Morrison (saison 2 : épisode 3)
- 2008 : Sons of Anarchy : Karen Oswald (saison 1 : épisode 3)
- 2012 : Pour l'honneur de ma fille (Sexting in Suburbia) : Patricia Reid
- 2011 : Le Fiancé aux deux visages (The Craigslist Killer) (TV) : Patricia Banks
- 2012 : Nashville (série télévisée) : Tandy Hampton
- 2016 : The Magicians (série télévisée) : Stéphanie Quinn